# Episodi di The White Lotus (seconda stagione)
La seconda stagione della serie televisiva The White Lotus è stata trasmessa sul canale statunitense HBO dal 30 ottobre all'11 dicembre 2022.
In Italia, la stagione è andata in onda in prima visione sul canale satellitare Sky Atlantic dal 7 novembre al 19 dicembre 2022.
Il cast principale di questa stagione è composto da: F. Murray Abraham, Jennifer Coolidge, Adam DiMarco, Meghann Fahy, Beatrice Grannò, Jon Gries, Tom Hollander, Sabrina Impacciatore, Michael Imperioli, Theo James, Aubrey Plaza, Haley Lu Richardson, Will Sharpe, Simona Tabasco e Leo Woodall. Coolidge e Gries riprendono i loro ruoli della prima stagione.

Sigla della seconda stagione

| nº | Titolo originale | Titolo italiano         | Prima TV USA     | Prima TV Italia  |
| -- | ---------------- | ----------------------- | ---------------- | ---------------- |
| 1  | Ciao             | Ciao                    | 30 ottobre 2022  | 7 novembre 2022  |
| 2  | Italian Dream    | Sogno italiano          | 6 novembre 2022  | 14 novembre 2022 |
| 3  | Bull Elephants   | Gli elefanti maschi     | 13 novembre 2022 | 21 novembre 2022 |
| 4  | In the Sandbox   | Divertimento assicurato | 20 novembre 2022 | 28 novembre 2022 |
| 5  | That's Amore     | That's Amore            | 27 novembre 2022 | 5 dicembre 2022  |
| 6  | Abductions       | Sequestri               | 4 dicembre 2022  | 12 dicembre 2022 |
| 7  | Arrivederci      | Arrivederci             | 11 dicembre 2022 | 19 dicembre 2022 |

## Ciao
- Titolo originale: Ciao
- Diretto da: Mike White
- Scritto da: Mike White

### Trama
In un flashforward si scopre che diversi ospiti del White Lotus in Sicilia sono morti in una spiaggia vicina. Una settimana prima, un gruppo di ospiti arriva al resort, accolto dalla sua scrupolosa manager Valentina. Tra loro c'è Tanya, che ora è sposata con Greg, anche se la loro relazione ha iniziato a diventare tesa. Greg è arrabbiato nell'apprendere che Tanya ha portato con sé la sua giovane assistente, Portia, in quella che doveva essere una fuga romantica; per placarlo pur mantenendo i servizi della ragazza, Tanya le ordina di rimanere nella sua stanza e restare nascosta. Portia in seguito incontra e lega con Albie Di Grasso, un neolaureato a Stanford che sta esplorando le sue radici ancestrali in Sicilia insieme al padre Dominic e al nonno donnaiolo Bert. In particolare, Dominic è un produttore di Hollywood con un matrimonio fallimentare alle spalle. Nel frattempo, Ethan e sua moglie Harper si uniscono al compagno di stanza del college di Ethan, Cameron Sullivan, e a sua moglie Daphne per trascorrere insieme la vacanza in Sicilia. Harper perde rapidamente l'interesse nel viaggio quando inizia a pensare che Cameron e Daphne siano solo dei privilegiati e non sinceri tra loro. Lucia, una prostituta locale, si intrufola nel resort con la sua amica Mia e va a incontrare il suo ultimo cliente: Dominic. Mia si offende quando Giuseppe, cantante e pianista del lounge bar dell'hotel, le offre dei soldi scambiandola per una prostituta.
- Guest star: Federico Ferrante (Rocco), Eleonora Romandini (Isabella), Federico Scribani (Giuseppe).
- Ascolti USA: telespettatori 460.000 – rating 18-49 anni 0,06%[5]

## Sogno italiano
- Titolo originale: Italian Dream
- Diretto da: Mike White
- Scritto da: Mike White

### Trama
Dominic chiede alla reception di inserire Lucia e Mia in hotel come sue ospiti. Portia si unisce alla famiglia Di Grasso in visita al teatro antico di Taormina, dove Bert continua a fare conversazioni inopportune. Albie e Portia discutono delle loro preferenze romantiche durante la cena e Portia in seguito viola il suo accordo con Tanya divulgando sordidi dettagli del passato di Tanya ad Albie. Albie bacia goffamente Portia alla fine della loro serata. Bert, nel frattempo, rimprovera Dominic per essere troppo coinvolto nelle sue relazioni extraconiugali. Dominic in seguito spiega a Lucia che vuole superare la sua dipendenza dal sesso, ma cede quando lei e Mia si offrono di "ringraziarlo" per aver permesso loro di godere dei servizi dell'hotel gratuitamente. Ethan e Harper tentano di recuperare la loro perduta chimica sessuale durante il viaggio, mentre la relazione sessuale tra Cameron e Daphne è regolarmente funzionante. Tuttavia, Cameron continua ad avere atteggiamenti ambigui con Harper. Harper in seguito si scusa con Ethan per essere stata una "strega" durante il giorno precedente e promette che avrebbe cercato di godersi il viaggio. Greg dice a Tanya che deve tornare a Denver per lavoro. Successivamente, durante la notte, lo sente al telefono parlare con la sua presunta amante.
- Guest star: Federico Ferrante (Rocco), Eleonora Romandini (Isabella), Federico Scribani (Giuseppe).
- Ascolti USA: telespettatori 421.000 – rating 18-49 anni 0,08%[6]

## Gli elefanti maschi
- Titolo originale: Bull Elephants
- Diretto da: Mike White
- Scritto da: Mike White

### Trama
Daphne organizza una gita fuori porta a Noto e porta con sé Harper. Quando arriva a destinazione le confida di volere restare per la notte nel palazzo che ha affittato solo per loro due. La sera le due amiche parlano e Daphne confida ad Harper che da quando ha sospettato di esser stata tradita da Cameron, fa ciò che vuole e non vuole sentirsi "vittima". Harper sembra annuire, ma in realtà si distacca ulteriormente da lei, non condividendo il suo punto di vista. Nel frattempo Cameron ed Ethan restano in hotel. Ne approfittano per fare una corsa con le moto d'acqua e la sera si trovano nel bar dell'hotel a parlare di come festeggiare durante la notte, vista l'assenza delle mogli. Al bar dell'hotel ci sono anche Dominic con Bert e Albie. Dominic viene rimproverato da entrambi per la sua ossessione per il sesso, quindi respinge le avance di Lucia e Mia, che dunque cercano nuovi clienti: si uniscono a Cameron ed Ethan. Così Cameron ed Ethan passano la notte bevendo, assumendo MDMA, e divertendosi con Lucia e Mia. Alla fine Cameron ha un rapporto con Lucia mentre Ethan bacia Mia, ma poi la respinge. Albie cerca di proporsi a Portia nella piscina dell'hotel, ma la ragazza lo respinge perché attratta da un ospite britannico che nuota in piscina. Greg parte per Denver e Tanya, disperata, chiede a Valentina di mandarle in camera sua una cartomante. Dopo la lettura dei tarocchi, la donna le rivela che Greg ha un'amante molto bella e che il loro matrimonio è finito. Ma Tanya la congeda in malo modo dicendole che è una persona negativa. Anche Valentina, malgrado il suo brillante modo di dirigere il resort, sembra avere dei problemi relazionali e ne soffre visibilmente.
- Guest star: Federico Ferrante (Rocco), Eleonora Romandini (Isabella), Federico Scribani (Giuseppe), Paolo Camilli (Hugo), Bruno Gouery (Didier), Francesco Zecca (Matteo).
- Ascolti USA: telespettatori 474.000 – rating 18-49 anni 0,06%[7]

## Divertimento assicurato
- Titolo originale: In the Sandbox
- Diretto da: Mike White
- Scritto da: Mike White

### Trama
Cameron, dopo la notte passata con Lucia e Mia, non paga per intero le due donne, dicendo loro che presto darà il resto dei soldi. Harper e Daphne in seguito tornano da Noto. Harper rivela al marito Ethan che i suoi sospetti sulla coppia di amici erano fondati: tra loro non sono sinceri. Gli dice che lei sa che il marito l'ha tradita e sospetta lei abbia fatto lo stesso. Quando poi Harper fa pressioni su Ethan per sapere qualcosa in più sulla scorsa notte, lui ammette solo di essersi ubriacato e di aver ricevuto una proposta di investimento da parte di Cameron, nascondendo l'infedeltà di Cameron. In seguito Harper resta scioccata nello scoprire un incarto di preservativo sul divano nella loro camera, ma passa la giornata a rimuginarci su piuttosto che confrontarsi con Ethan. Tanya fa amicizia con Quentin, un benestante britannico omosessuale che vive a Palermo. La presenta ai suoi amici e lei si diverte con loro. Portia conosce Jack, nipote di Quentin che aveva visto la sera precedente in piscina. Albie conserva un lettino per Portia vicino a lui, ma la ragazza decide di restare con Jack. Albie, poco dopo, conosce Lucia. Ignaro del fatto che lei sia una prostituta che è andata a letto con suo padre, inizia a chiacchierare con lei e i due vanno d'accordo. Mentre Lucia inizia a mettere in discussione le proprie scelte di vita, Mia fa il contrario e decide improvvisamente di fare sesso con Giuseppe, il pianista del Bar, per promuovere la sua carriera musicale, ignorando i tentativi di Lucia di dissuaderla. In seguito, dato che Giuseppe è incapace di terminare l'atto, Mia prende alcune pillole e gliele dà, pensando che siano Viagra. Successivamente l'uomo crolla durante il suo concerto serale e viene portato via in ambulanza. Poco dopo Jack e Portia lasciano il bar per dormire insieme, mentre Albie e Lucia tornano in camera dove lei gli pratica una fellatio.
- Guest star: Federico Ferrante (Rocco), Eleonora Romandini (Isabella), Federico Scribani (Giuseppe), Paolo Camilli (Hugo), Bruno Gouery (Didier), Francesco Zecca (Matteo).
- Ascolti USA: telespettatori 416.000 – rating 18-49 anni 0,07%[8]

## That's Amore
- Titolo originale: That's Amore
- Diretto da: Mike White
- Scritto da: Mike White

### Trama
Ethan appena sveglio trova l'involucro del preservativo che Harper aveva lasciato in bella vista sul lavandino del bagno la sera prima. L'uomo prova a spiegarle la situazione, dicendole che si sono drogati e che Cameron ha fatto sesso con le due prostitute, ma lui non ha fatto nulla, avendo rifiutato una di loro. Lei non sembra credergli fino in fondo. Le due coppie intraprendono un viaggio di degustazione di vini durante il quale Harper, ubriacandosi, comincia a fare domande scomode e fa intuire a Cameron di sapere cosa ha fatto. Ethan accusa Cameron di soffrire di "desiderio mimetico" per la sua abitudine di andare a letto con ogni donna a cui Ethan era interessato al college. In pratica Cameron, invidioso dell'intelligenza di Ethan, andava a letto con le donne che piacevano ad Ethan per sentirsi superiore. Per tutto il giorno Harper continua a mettere in imbarazzo Ethan. La sera, durante la cena nel resort, Cameron appoggia la propria mano sulla gamba di Harper da sotto il tavolo. Albie chiede a Lucia di rivedersi, ma resta profondamente sorpreso quando lei chiede il pagamento per il rapporto sessuale della notte precedente. Lucia gli dice che le va bene non avere soldi da lui, dato che lui le piace e lo trova carino, ma Albie resta un po' titubante sapendo che lei è una prostituta. Dominic tenta di dissuadere Albie e Lucia dal vedersi, ma Albie sembra essersi innamorato di lei. La donna sembra ricambiare, ribadendo di non volere soldi da lui. Mentre i due sono in giro di sera a prendere un gelato, Lucia viene avvicinata da un uomo di nome Alessio, con cui la donna è indebitata. Albie e Lucia passano di nuovo la notte insieme. Accorgendosi che Valentina è omosessuale, Mia offre i suoi favori sessuali in cambio della possibilità di cantare al lounge bar finché Giuseppe non si riprende e Valentina accetta. Tanya e Portia visitano Palermo con Quentin e i suoi amici. Quentin accompagna Tanya a un'esibizione di Madama Butterfly al Teatro Massimo. Nel frattempo Jack e Portia esplorano la città, assaggiando anche le arancine in un ristorante locale. Quella stessa notte, Tanya scopre che Quentin e suo nipote Jack hanno dei rapporti sessuali.
- Guest star: Federico Ferrante (Rocco), Eleonora Romandini (Isabella), Paolo Camilli (Hugo), Bruno Gouery (Didier), Francesco Zecca (Matteo).
- Ascolti USA: telespettatori 641.000 – rating 18-49 anni 0,11%[9]

## Sequestri
- Titolo originale: Abductions
- Diretto da: Mike White
- Scritto da: Mike White

### Trama
Ethan e Harper discutono della loro reciproca mancanza di attrazione, dunque Harper chiede a Ethan se la desidera ancora, ricevendo una risposta poco chiara e non pertinente. Dopo aver visto Harper interagire con Cameron sulla spiaggia per poi vederli salire da soli in camera, Ethan diventa sempre più sospettoso che Harper lo stia tradendo con lui. Harper dice al marito che era con Cameron perché lui le stava confessando la verità riguardo la sera del tradimento, scagionando di fatto l'amico. La famiglia Di Grasso va a visitare il paesino dei loro apparenti consanguinei, Testa dell'Acqua. Albie porta con sé Lucia come interprete e traduttrice, ma una volta giunti sul posto scoprono che Alessio li ha seguiti. Lucia alla fine accetta a malincuore di andare via con Alessio, nonostante l'invito dei Di Grasso a non seguire l'uomo. I Di Grasso dunque arrivano al loro paesino natale e scoprono che c'è una famiglia che porta il loro stesso cognome, decidono quindi di andare a visitarli senza preavviso. Qui trovano due donne e l'anziana madre, che li respinge con rabbia appena li vede. Bert è scoraggiato, avendo sperato in una riunione di famiglia più felice. Lucia torna in albergo quella notte e dice ad Albie che può lasciare Alessio solo dopo avergli pagato i soldi che gli deve. Valentina si gode il suo primo appuntamento con Mia, dopo che Isabella, la receptionist di cui Valentina si era infatuata, rivela il suo fidanzamento con il collega Rocco. Tanya accenna a Portia che Jack potrebbe non essere il nipote di Quentin. Quentin presenta a Tanya un uomo con cui andare a letto, ovvero il suo spacciatore di cocaina, Niccolò. Prima di fare sesso con lui però, Tanya trova una foto incorniciata di Quentin con un uomo, molto somigliante a Greg, risalente a diversi anni prima. Jack, ubriaco, ammette a Portia che Quentin e i suoi amici hanno speso tutti i loro soldi per i loro lussi e fa intendere che Quentin lo abbia salvato da circostanze terribili in cambio di favori sessuali.
- Guest star: Paolo Camilli (Hugo), Bruno Gouery (Didier), Eleonora Romandini (Isabella), Francesco Zecca (Matteo), Stefano Gianino (Niccolò).
- Ascolti USA: telespettatori 684.000 – rating 18-49 anni 0,10%[10]

## Arrivederci
- Titolo originale: Arrivederci
- Diretto da: Mike White
- Scritto da: Mike White

### Trama
Ethan continua ad avere sospetti su Harper e Cameron, notando comportamenti strani in lei. Subito dopo infatti Harper ammette a Ethan che lei e Cameron si sono baciati, per due secondi, ma poi la cosa è finita lì. In seguito Ethan aggredisce Cameron mentre nuota, i due litigano ed Ethan quasi lo fa annegare, prima che intervenga un bagnante per separarli. Ethan condivide i suoi sospetti con Daphne, che ripete il consiglio che ha dato ad Harper: fare qualunque cosa lo faccia sentire meglio e non vivere la situazione con vittimismo. In seguito, Daphne lo invita a unirsi a lei in una passeggiata verso Isola Bella. Quella stessa sera, Ethan ha un rapporto sessuale vigoroso con Harper, riaccendendo la passione nel loro matrimonio. Albie convince Dominic a trasferire 50 000 euro sul conto di Lucia per salvarla da Alessio, in cambio dell'aiuto di Albie per salvare il matrimonio di Dominic con sua madre. Albie dice al padre di vederlo come un pagamento "karmico", migliorare la vita di una persona per scontare tutte le azioni brutte fatte in passato. Lucia, dopo aver trascorso l'ultima notte con Albie, lo abbandona e celebra quella che si rivela essere una truffa di successo orchestrata con la complicità di Mia e Alessio. Valentina assume Mia come nuova pianista del lounge bar, licenziando Giuseppe. Portia si sveglia in una stanza di hotel con Jack, ma diventa ansiosa quando scopre che il suo telefono è scomparso, mentre Jack sembra indifferente e le assicura che sarebbe andato tutto bene. Sospettosa, a colazione Portia riesce a sottrarre a Jack il suo telefono per chiamare Tanya, dicendole che sente che sta per accadere qualcosa di terribile. Tanya le dice di aver visto Jack e suo "zio" fare sesso. La donna comincia a sospettare che Greg abbia assunto Quentin e i suoi soci per ucciderla in modo che possa ereditare la sua fortuna, secondo i termini dell'accordo prematrimoniale firmato dai due. Questo spiegherebbe anche il perché l'uomo ha spinto tanto per fare questa vacanza proprio in Sicilia e il perché non volesse Portia tra i piedi. Portia affronta Jack, gli dice di sapere della sua relazione con Quentin. Dopo un momento di rabbia, la sera Jack le promette di riportarla nel resort. Successivamente però la lascia vicino all'aeroporto di Catania, consigliandole di tornare direttamente in America e di non tornare al White Lotus per la sua sicurezza. Le dice che quelle sono persone potenti e pericolose, confermando i sospetti suoi e di Tanya. La stessa sera, Tanya si trova ancora sullo yatch, in quanto Quentin ha organizzato l'ultima cena della vacanza in barca. In preda al panico, Tanya recupera la pistola di Niccolò e uccide lui, Quentin e Didier ma, mentre tenta di saltare giù dallo yacht al tender per scappare, scivola, batte la testa e muore annegata. Il corpo di Tanya viene trascinato a riva il giorno successivo e viene rinvenuto da Daphne. Subito dopo vengono ritrovati gli altri corpi sullo yacht. Albie e Portia si incontrano di nuovo all'aeroporto, dove Albie la informa che in mare sono stati trovati dei morti nei pressi dell'hotel. I due si scambiano i numeri di cellulare mentre aspettano il volo per ritornare negli Stati Uniti.
- Guest star: Federico Ferrante (Rocco), Eleonora Romandini (Isabella), Federico Scribani (Giuseppe), Paolo Camilli (Hugo), Bruno Gouery (Didier), Francesco Zecca (Matteo), Stefano Gianino (Niccolò).
- Ascolti USA: telespettatori 854.000 – rating 18-49 anni 0,19%[11]